# Microdon flavitibia
Microdon flavitibia är en tvåvingeart som först beskrevs av Walker 1852.  Microdon flavitibia ingår i släktet myrblomflugor, och familjen blomflugor. Inga underarter finns listade i Catalogue of Life.